# Credneria
Credneria ist eine fossile Formgattung der Laubblätter von Platanengewächsen aus der Oberkreide Europas.

## Etymologie
Formell erstbeschrieben wurden diese Blätter von Jonathan Carl Zenker im Jahr 1833, der ihnen auch ihren Namen gab. Die entsprechenden „Petrefacten“ waren aber schon vorher bekannt. Der Name der Gattung ehrt den deutschen Theologen Karl August Credner (1797–1857), den Bruder des Geologen Heinrich Credner, der Zenker mehrere solcher Exemplare zur Untersuchung überlassen hatte.

## Merkmale und Arten
Zenker beschrieb die Blätter als gestielt mit im Umriss verkehrteiförmiger (obovater) Spreite mit einer charakteristischen Blattaderung; nach moderner Nomenklatur sind die Blattspreiten fiedernervig aktinodrom (strahlenläufig), mit drei an der Basis der Spreite von einem Punkt verzweigenden Primärnerven bzw. nach anderer Interpretation das erste Paar Seitennerven stärker entwickelt als die übrigen und in der Erscheinung den Primärnerven ähnlich. Von diesen gingen im Winkel von etwa 45 bis 75 Grad untereinander ähnliche gerade Seitennerven ab. Die Spreiten konnten am Rand drüsig gezähnt sein. Die Spreiten war entweder ganzrandig oder, wie bei der Gattung Platanus, handförmig gelappt. 
Je nachdem, ob der Rand der Blattspreite ungeteilt bzw. eingeschnitten (gelappt) war, dann nach der Zahl der Unterteilungen und der Zähnung des Spreitenrands unterschied Zenker vier Arten. Diese wurden später in einer Neubearbeitung durch den Quedlinburger Botaniker Paul Boguslav Richter zu Varietäten einer Art zurückgestuft, die er Credneria zenkeri nannte. Zusätzlich berücksichtigte Richter aber noch acht Arten, teilweise noch mit mehreren Varietäten, wobei er auf der Bearbeitung durch den Apotheker und Botaniker Ernst Hampe (in August Wilhelm Stiehlers Beiträge zur Kenntniss der vorweltlichen Flora des Kreidegebirges im Harze) aufbaute. Nach der Neubearbeitung durch Georg Florian Tschan und Kollegen sind die zur Artdiagnose verwendeten Merkmale bei den rezenten Platanus-Arten innerhalb der Art so variabel, dass sie auch bei den fossilen Formen wohl keine Trennung zuließen. Dementsprechend synonymisieren sie die von Zenker, Hampe und Richter beschriebenen Arten in einer weit gefassten und variablen Art Credneria denticulata Zenker emend. Tschan, Denk and von Balthazar, von ihnen gleichzeitig zur Typusart der Gattung bestimmt. Credneria sensu Tschan et al. unterscheidet sich von Platanus, die in den Quedlinburger Fossillagerstätten durch die Arten Platanus intermedia und Platanus quedlinburgensis ebenfalls vertreten ist, durch die verkehrteiförmige (nie eiförmige) Blattspreite und die niemals palmate Blattnervatur.

## Fundorte
Credneria im Sinne von Tschan et al. ist beschränkt auf das Santonium und eventuell das frühe Campanium (Oberkreide). Die Typuslokalität ist Blankenburg (Harz), weitere Funde stammen aus der Umgebung Quedlinburgs, etwa aus Westerhausen. Besonders bekannt sind Fundorte an der Teufelsmauer, einem langgestreckten Klippenzug vor dem Nordrand des Harzes. Dort wurden und werden noch immer viele Abdrücke kreidezeitlicher Blätter gefunden. Sichere Funde abseits davon stammen aus dem Rheinland, aus der Grenzregion Deutschlands, Belgiens und der Niederlande, so etwa aus der Aachen-Formation.
Stücke, beschrieben als Credneria triacuminata (Santonium), befinden sich heute etwa in der Geologisch-Paläontologischen Sammlungen der Universität Münster.
Der Gattung zugeordnete Funde wurden auch in anderen Regionen beschrieben. Funde aus dem nördlichen Tschechien (Březno Formation), unter anderem beschrieben als Credneria bohemica und Credneria superstes, wurden teilweise auch in die Gattung Platanus gestellt. Später wurde für sie die von Stiehler beschriebene Morphogattung Ettingshausenia reaktiviert. Demgemäß kommt Credneria vermutlich nicht in Tschechien vor. Ähnliche Funde aus Sibirien (und Nordamerika) wurden in eine Gattung Pseudoprotophyllum gestellt.

## Bedeutung
Obwohl ausschließlich vegetative Funde von Laubblättern vorliegen, wird Credneria meist, wegen der Ähnlichkeit der Blattgestalt zur rezenten Platanus, in die Familie Platanaceae gestellt. Diese war in der Kreide weitaus artenreicher und vielgestaltiger als heute, mit zahlreichen an der Blattform unterscheidbaren Gattungen, während rezent nur noch die Gattung Platanus existiert. Ihr Auftauchen im Fossilbericht zeigt das Anwachsen von Zahl und Vielfalt bei den in der Kreidezeit aufstrebenden Angiospermen.
Credneria repräsentierte lange Zeit den geologisch ältesten fossilen bedecktsamigen Laubbaum Deutschlands.  
Beachtsam ist, dass man Crednerien in Blankenburg meist einzeln im sonst fossilfreien Sandstein findet. Zudem sind die Blätter des Steinbruches Blankenburg meistens am Rand oder zur Gänze tütenähnlich eingerollt. Dadurch entstand die Annahme, dass sie durch Austrocknung verkrümmt wurden und so in Sanddünen eingebettet wurden.